# Paléographie musicale

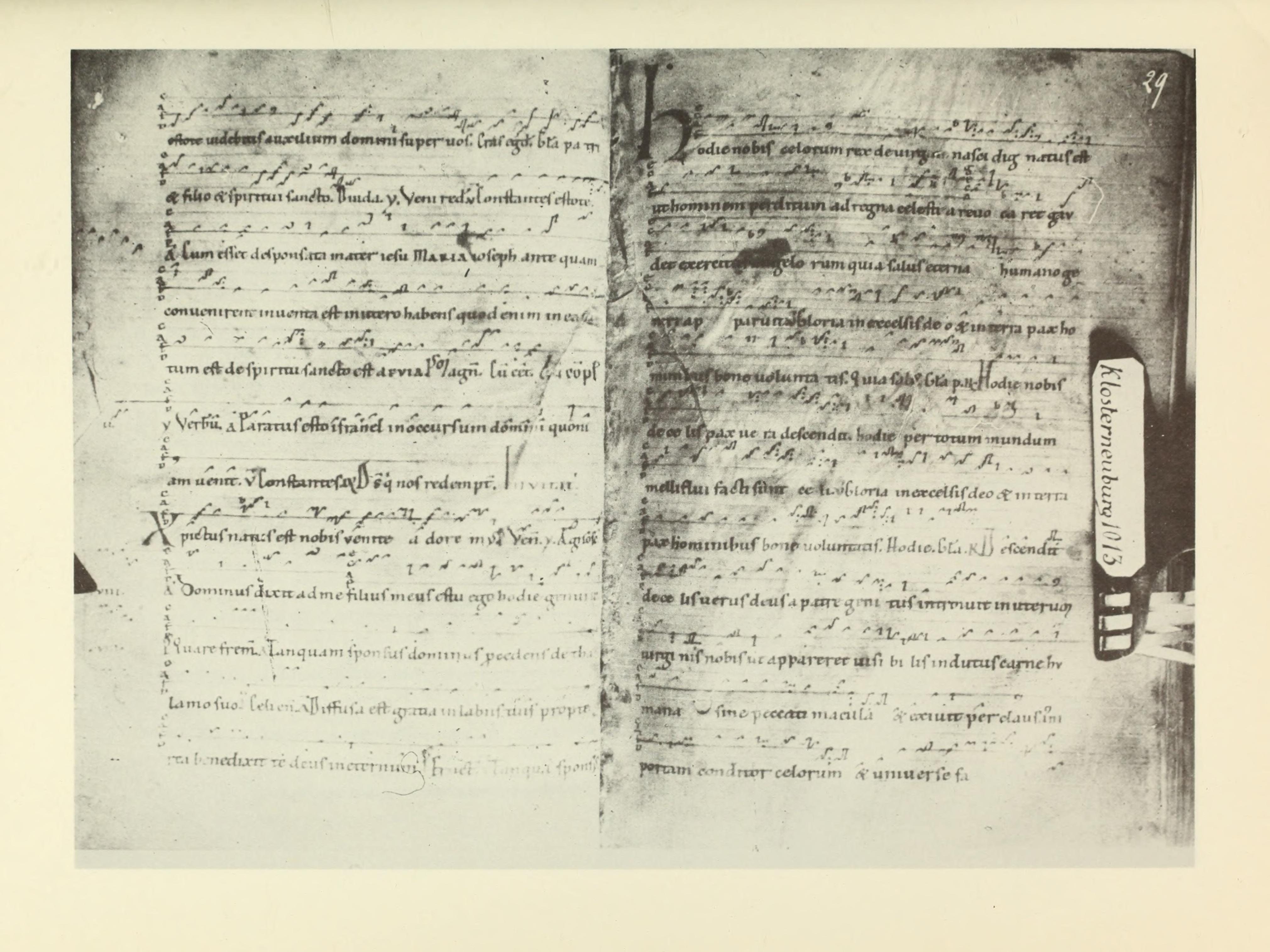
Fakximile rukopisu gregoriánského chorálu.

Paléographie musicale, neboli hudební paleografie, zkr: Pal. mus., s podtitulem: Les principaux ms. de chant grégorien, ambrosien, mozarabe, gallican, publiés en facsimiles phototypiques par les Bénédictins de Solesmes) je řada významných středověkých chorálních rukopisů, z benediktinského opatství v Solesmes, systematicky zpracovávané pod vedením Doma Andrého Mocquereaua (1849–1930) a od roku 1930 Doma Josepha Gajarda (1885–1972).
Sbírka obsahuje gregoriánské, ambroziánské, mozarabské a galské zpěvy.
Dílo se skládá ze dvou sérií hudebních materiálů („Serie monumentale“ o 19 svazcích, které byly z větší části zpracovány) nalezených v archivech kláštera Solesmes resp. Tournai (svazky VIII-XV) v letech 1889–1958. Vedle reprodukcí obsahují také přepisy a rozsáhlá pojednání k historii a chorální notaci samotné.
Zpracovávané práce pocházejí z mnoha zdrojů: knihovna opatství sv. Havla, knihovna opatství Einsiedeln, British Museum, Bibliothèque de l’École de Médicine v Montpellieru, Kapitulní knihovna v Lukce, knihovna v Laonu, knihovna v Chartres, knihovna worcesterské katedrály, z Francouzské národní knihovny, Kapitulní knihovny v Beneventu, z Bibliotheca vaticana, Biblioteca Angelica v Římě, Univerzitní knihovny ve Štýrském Hradci ad.

## Obsah
U každého roku 1. vydání / * (hvězdička) = rok digitalizace

### 1. série
- I (1889), Antiphonale missarum Sancti Gregorii (Codex 339 St. Gallen, 10. stol.) * (PDF; 16,6 MB) (web)
- II/III (1891/92), responsoriální graduál Justus ut palma (po více než 200 rukopisných antifonářích, 9.-17. stol.)
- IV (1894), Antiphonale missarum Sancti Gregorii (Codex 121 Einsiedeln, 10./11. stol.)
- V-VI (1896/1900), Antiphonarium Ambrosianum (Codex additional 34209 Brit. Mus., 12. stol.) *
- VII- VIII (1901), Antiphonale tonarium missarum (Codex H. 159 Montpellier, 11. stol.) (web)
- IX (1905), Antiphonaire monastique (Codex 601 Lucca, 12. stol.)
- X (1909), Antiphonale missarum Sancti Gregorii (Codex 239 Laon, 9./10. stol.) (web) Archivováno 15. 10. 2013 na Wayback Machine.
- XI (1912), Antiphonale missarum Sancti Gregorii (Codex 47 Chartres, 10. stol.)
- XII (1922), Antiphonaire monastique (Codex F. 160 Worcester, 13. stol.)
- XIII (1925), Graduel de Saint-Yrieix (Codex 903 Bibl. Nat. Paris, 11. stol.) (web)
- XIV (1931), Graduel bénéventain (Codex lat. 10673 Bibl. Vaticana, 11. stol.)
- XV (1937, dokončeno Solesmes 1951), Graduel de Bénévent avec prosaire et tropaire (Codex VI.34 Benevent, 11./12. stol.)
- XVI (1955), Le manuscrit du Mont-Renaud (Graduale und Antiphonar von Noyon, 10. stol.)
- XVII (1958), Fragments des manuscrits de Chartres
- XVIII (1969) Codex 123 de la Bibliothèque Angelica de Rome (11. stol.)
- XIX (1974) Le manuscrit 807, Universitätsbibliothek Graz (12. stol.)
- XX (1983) Cod. 33 Biblioteca Capitolare di Benevento, Missale Antiquum, sepsáno na přelomu 10./11. stol.

### 2. série
- I (1900), Antiphonaire du B.Hartker (Codex 390/391 St. Gallen, 10. stol.)
- II (1924), Cantatorium (Codex 359 St. Gallen, 9. stol.)